# Face Team
A Face Team Magyarország első és egyetlen akrobatikus sportszínháza, amely különleges show-elemekkel tarkított szórakoztató sportbemutatókat tart. A csapat széles palettáján szerepel akrobatikus kosárlabda, kézilabda, korfball és labdazsonglőrködés.
A 2004-ben alakult 20 tagú csoport már több mint 3000 alkalommal lépett fel öt kontinensen, részt vett rangos sporteseményeken, színházi és cirkuszi fesztiválokon. A Face Team többször is vendégeskedett az NBA és a FIBA által szervezett világtalálkozókon. A világ egyik legnagyobb kortárs cirkusz producere, a Cirque du Soleil, a Face Team tagjaival közösen hozta létre a "Mad Apple" című showt Las Vegasban.

## Guinness világrekord
A csapat tagjainak nevéhez 15 különböző kosárlabda és trambulin jellegű Guinness világrekord fűződik.
1. Ujjról pörgetve, legmagasabbra feldobott kosárlabda, ujjra történő elkapása.
2. Legmesszebbről, mini trambulinról, szaltóval végrehajtott szabályos zsákolás.
3. A leghosszabb ideig gitár nyakán pörgő kosárlabda, miközben a rekord kísérletet végrehajtó személy játszik a hangszeren.
4. Legtöbb, két játékos között kivitelezett, ujjról ujjra pörgő kosárlabda passzok száma.
5. Egy perc alatt a legtöbb, trambulinról történő zsákolások száma, egy maximum 5 fős (női) csapat által.
6. Legmesszebbről, térdelve, hátrafelé bedobott kosár.
7. Legmagasabbról elvégzett hátraszaltós zsákolás.
8. Legmesszebbről végrehajtott szaltó zsákolás, nagy gumiasztalról.
9. Legtovább pörgetett kosárlabda egy fogkefén.
10. Legtöbb sarkon dekázás egy percen belül (női).
11. Egy perc alatt a legtöbb, trambulinról történő zsákolások száma, egy maximum 5 fős (férfi) csapat által.
12. Legtávolabbról falról pattintott kosár.
13. Legtöbb szaltó zsákolás 30 másodpercen belül.
14. Legmesszebbről dobott, szaltó kosár mini trambulinról.
15. Legtöbb palánk mögül bedobott kosár.

## Youtube-csatorna
A Face Team Vlogs csatorna videói széles körben elismert. A csatorna több mint 200 ezer feliratkozóval büszkélkedik, és közel 50 milliós nézettséget ért el. A tartalom változatos, magába foglalja az utazós vlogokat, kihívásokat, edzésekről készült felvételeket, valamint számos más szórakoztatási céllal készült tartalmat. A kreatív és szórakoztató videók sokakat vonzanak, hozzájárulva a csapat népszerűségéhez a digitális platformokon.

## Csapattagok
- Felföldi Tamás
- Huszár Bálint
- Molnár Mátyás
- Szabó Péter
- Takács Áron
- Tóth Talán
- Martsa Dénes
- Nyuli András
- Lázár Péter
- Hidász Barnabás
- Babecz Botond
- Lukács Vilmos
- Malik Anna
- Rubinek Zsombor
- Waldinger Levente
- Pál Levente
- Szabó András
- Boncföldi Ákos
- Török Panka
- Barsi Levente
- Tóth Bercel
- Cserháti Dániel
- Nagy Bendegúz
- Lengyel Gergely
- Szabó Bendegúz
- Laczkó Levente
- Malik Barnabás
- Selyem Péter
- Szilágyi Réka